# Reimoserius albipictus
Reimoserius albipictus is een hooiwagen uit de familie Cosmetidae.
In oudere schema's kan het geslacht worden toegewezen aan onderfamilie Cosmetinae, maar in moderne studies is het zonder plaatsing.